# Scopula adelphata
Scopula adelphata là một loài bướm đêm trong họ Geometridae.